# Minotaurasaurus
Minotaurasaurus ("Minotauří ještěr") byl rod obrněného ankylosauridního dinosaura, který žil asi před 70 miliony let v období pozdní křídy. Jeho téměř kompletní kostra s výborně zachovanou lebkou byla objevena v sedimentech z mongolské pouště Gobi.

## Popis
Zajímavým znakem tohoto druhu je ornamentovaná lebka s jakoby býčími nozdrami a v rámci skupiny poměrně primitivní stavba mozkovny. Přesná poloha objevu fosilií tohoto dinosaura však není známá, proto ani jeho geologické stáří není jisté. Velmi podobnými a příbuznými rody byly taxony Saichania a Tarchia.

## Rozměry
Podle velikosti dochovaných fosilií se dá odhadnout, že délka tohoto ankylosaurida mohla dosahovat zhruba 5 metrů.